# Bahnhof Dagenham Dock

Der Bahnhof Dagenham Dock ist ein Durchgangsbahnhof im London Borough of Barking and Dagenham. Er liegt in der Travelcard Zone 5 an der London, Tilbury and Southend Railway und befindet sich im Eigentum der National-Express-Group-Tochter c2c. Er wurde 2011 von 344.000 Menschen frequentiert. Der Bahnhof, betrieblich gesehen nur eine Haltestelle, ist zweigleisig und mit Randbahnsteigen ausgestattet.
In Dagenham Dock verkehren derzeit (Sommer 2010) ausschließlich Züge der c2c, einerseits nach London Fenchurch Street andererseits nach Grays. Diese Zugrelation verkehrt außerhalb der Hauptverkehrszeiten im Halbstundentakt, innerhalb der HVZ sind zusätzliche Züge im Betrieb eingesetzt. Züge nach Southend-on-Sea und Shoeburyness verkehren via Upminster, der an der nördlichen Zweiglinie der London, Tilbury and Southend Railway liegt, während Dagenham Dock an der südlichen liegt.

## Geschichte
Die Station wurde 1854 an der ursprünglichen Route der London, Tilbury and Southend Railway eröffnet. 
Am 20. Februar 2010 wurde die Station Endstation der ersten Etappe von East London Transit, ein Netz von Schnellbuslinien in Ostlondon, um London-Underground- und National-Rail-Stationen miteinander zu verbinden. In Dagenham Dock endet die Linie ETL 1 aus Illford, die auch den Bahnhof Barking anfährt.

## Zukunft
Das teilweise brachliegende Industrieareal rund um den Bahnhof soll im Zuge des Projekts London Riverside in Wohn- und Bürosiedlungen umgewandelt werden. Auch sollen die bisher tiefen Benutzerzahlen ansteigen.
Geplant ist auch eine Zweiglinie der Docklands Light Railway von Gallions Reach der Themse entlang zum Endhaltepunkt Dagenham Dock. Auch ist eine Verlängerung der London Overground der Relation Gospel Oak–Barking nach Dagenham Dock oder gar Rainham als Option vorgesehen. Diese Züge würden dann bis zum Bahnhof Clapham Junction verkehren.